# Anizotropno filtriranje
Anizotropno filtriranje (eng. anisotropic filtering - AF) napredna je tehnika filtriranja koja u igrama u suštini povećava oštrinu udaljenih tekstura u svim smjerovima, s posebnim naglaskom na teksturama koje se u odnosu na zaslon nalaze pod oštrim kutom. Anti-aliasing (AA) vrši zagađivanje rubova tekstura. Iz ovih jednostavnih definicija jasno je zašto je korištenje obaju tehnika vrlo primamljivo igračima - njihov utjecaj na kvalitetu prikaza 3D scene je golem. Nažalost, jednako je velik i utjecaj ovih filtara na performanse, što valja pripisati činjenici da su grafički procesori opremljeni grafičkim karticama sa 128-bitnom širinom memorijske sabirnice - upravo ovaj parametar, uparen sa samom frekvencijom videomemorije, najviše utječe na pad performansi nakon aktivacije AA-a i AF-a. S obzirom na to, njihovo korištenje je na slabijim grafičkim karticama (manje od 256MB memorije) ili prijenosnicima poželjno izbjegavati - što se tiče prijenosnika barem dok se ne počnu pojavljivati uređaji s moćnijim grafičkim podsustavima.
Postoje različite implementacije anizotropskih filtera:
- RIP-Mapping (nije pravo anizotropsko filtriranje)
- Summed Area Tables (preporučljivo samo za poboljšanje teksture pri 90° - kutovima)
- Footprint Assembly (često označeno kao anizotropsko filtriranje)

## Vanjske poveznice
- ExtremeTech  Arhivirana inačica izvorne stranice od 24. srpnja 2008. (Wayback Machine)